# Amintes fill d'Antíoc
Amintes o Amintas (en llatí Amyntas, en grec antic Ἀμύντας), fill d'Antíoc, era un noble macedoni, probablement el mateix que l'any 338 aC va ser enviat com ambaixador a Beòcia per Filip II de Macedònia amb l'encàrrec d'impedir una aliança entre Tebes i Atenes.
A la mort de Filip II de Macedònia l'any 336 aC, Amintes va fugir, segons uns per por d'Alexandre el Gran i segons altres per haver participat en el complot per matar Filip i estar en connivència amb Pausànies d'Orèstia. Es va refugiar a Efes sota protecció persa; després de la batalla del Grànic l'any 334 aC, es va escapar d'Efes amb els mercenaris grecs de la zona, i es va dirigir a la cort de Darios III de Pèrsia, segons Flavi Arrià, on va planejar una conspiració per matar Alexandre mentre era a Faselis a Lícia l'hivern del 333 aC. També va fer de mediador entre el rei persa i Alexandre Lincestes al que els perses prometien ajudar a ocupar el tron de Macedònia a canvi d'assassinar Alexandre el Gran, però aquest complot es va descobrir quan Parmeni va capturar al persa Asisines, l'enviat secret de Darios III, a Alexandre Lincestes.
A la batalla d'Issos l'any 333 aC, Amintes era el comandant dels mercenaris grecs al servei dels perses i va aconsellar encertadament a Darios d'esperar a Alexandre a les planes occidentals cilícies, consell que el rei no va escoltar, segons diuen Flavi Arrià i Plutarc.
Al començament del 332 aC era amb els mercenaris grecs a Trípoli a Fenícia on va confiscar alguns vaixells amb els quals va anar a Xipre i des allí a Egipte on va al·legar ser el nou sàtrapa persa enviat per Darios, i se li van obrir les portes de Pelúsion. Des d'allí va passar a Memfis i va obtenir el suport de molts egipcis, derrotant la guarnició persa dirigida per Mazaces. Després de la fàcil victòria els mercenaris grecs i els egipcis es van confiar i es van dedicar al saqueig i Mazaces es va recuperar, va reorganitzar les forces perses, va atacar les forces d'Amintes per l'esquena i els va derrotar. El mateix Amintes va morir juntament amb la major part dels seus homes.